# The Lady in Black (film 1913)
The Lady in Black è un cortometraggio muto del 1913 diretto da Dell Henderson.

## Produzione
Il film fu prodotto dalla Biograph Company.

## Distribuzione
Distribuito dalla General Film Company, il film - un cortometraggio di 180,5 metri - uscì nelle sale cinematografiche USA l'11 settembre 1913. Nelle proiezioni, veniva programmato con il sistema dello split reel, accorpato in un'unica bobina con un altro cortometraggio prodotto dalla Biograph, la commedia Baby Indisposed.
Secondo Silent Era, non si conoscono copie ancora esistenti della pellicola che viene considerata presumibilmente perduta; IMDb, al contrario, afferma che la pellicola si trova a New York, negli archivi del Museum of Modern Art.